# Carmelo de Santa Teresinha (Viana do Castelo)
O Carmelo de Santa Teresinha ou, simplesmente, Carmelo de Viana do Castelo, é um convento de clausura monástica de Monjas Descalças da Ordem da Bem-Aventurada Virgem Maria do Monte Carmelo localizado na cidade de Viana do Castelo, província do Minho, em Portugal.
Este convento foi consagrado a Santa Teresinha do Menino Jesus e da Santa Face e a São João Evangelista.